# Cartea de salvare la bord
Cartea de salvare la bord este un proiect lansat de către ACR și ISU la 28 mai 2015.
Scopul acesteia îl constituia facilitarea intervenției salvatorilor (paramedici, pompieri, echipe de descarcerare) în cazul unui accident rutier.
Cartea de salvare trebuie să fie prezentă la bordul oricărui autovehicul și conține informații ca:
- localizarea armăturilor cabinei;
- poziția rezervorului de combustibil;
- poziția airbag-urilor;
- poziția punctelor adecvate de tăiere a caroseriei sau a altor structuri de rezistență;
- punctele optime de plasare a cricurilor sau berbecilor hidraulici pentru degajarea compartimentelor.

Producătorilor auto li se recomandă să elaboreze un model de carte de salvare cel puțin în engleză, cu care să doteze vehiculele fabricate sau care să poată fi descărcat gratuit de pe internet.